# Концепция единого индустриального общества Р. Арона
Концепция единого индустриального общества — теория, предложенная французским философом, политологом, социологом и публицистом Раймоном Ароном в 60-х гг. XX в. Р.Арон верил в то, что, поскольку капиталистическое и социалистические общества представляют собой две разновидности индустриального общества (их главными отличиями являются политические режимы и формы собственности на факторы производства), то в будущем они могут быть объединены в единое индустриальное общество под началом капитализма. При этом под понятием «индустриальное общество» Р. Арон понимал такое общество, где преобладает крупное промышленное производство. Раймон Арон выделил 5 характеристик индустриального общества:
1. Строгое разделение между предприятием и семьей;
2. Индустриальное производство создает своеобразный способ разделения труда, основанный на отделении технологического труда от всех других производственных процессов;
3. Индустриальное производство подразумевает под собой накопление капитала;
4. Индустриальное общество невозможно построить без четкого экономического расчета;
5. Надлежащая организация рабочих мест со стороны владельцев производств, и, как следствие, высокая концентрация рабочей силы[1].

Р. Арон считает, что «чисто капиталистическое» общество существует только в теории, в реальной же жизни капитализм зачастую приближен к социализму. Так, например, он полагает, что в результате процесса национализации, затронувшего страны Западного мира после Второй Мировой войны, капитализму стала присуща социалистическая модель коллективной собственности. По его мнению, прибавочная стоимость, которая, как правило, ассоциируется, в основном, исключительно с капиталистическим производством, является неотъемлемой характеристикой и социалистического общества, с той лишь разницей, что в последнем она возвращается к коллективу, а не к владельцу производства. Более того, Арон справедливо отмечает, что оба типа общества сталкиваются с одинаковыми проблемами с распределением национального дохода, о чем свидетельствует наличие в них неравенства.

## История появления концепции
Изначально теория индустриального общества возникла в 40-е гг. XX века под влиянием противостояния капиталистического Запада и социалистического Востока. Ее основоположником по праву считают американского экономиста П. Друкера. Но по-настоящему популярной теория стала только в 50-е гг. благодаря работам таких теоретиков, как У. Ростоу, Дж. Гэлбрейт и Р. Арону.
Р. Арон на протяжении почти всей своей научной деятельности выступал ярым критиком марксизма, заявляя, что К. Маркс при создании своей теории не учёл специфику современных обществ и сделал слишком большую ставку на саморазрушение капитализма, что, в конечном счете, должно было повлечь переход к и устранение всеобщего неравенства. Все эти идеи нашли отражение в его книге «Опиум для интеллигенции», изданной в 1955 году. В этом же году в Сорбонне Р. Арон прочел ряд лекций, которые в 1963 году были опубликованы в качестве самостоятельного труда под названием «Восемнадцать лекций об индустриальном обществе». В 1966 г. Раймон Арон издал книгу «Три очерка об индустриальной эпохе», в которой он продолжил своё учение об индустриальных обществах.

## 18 лекций об индустриальном обществе
Первые четыре лекции носят сугубо описательный характер теорий и концепций, разработанный до Р. Арона. В них политолог критикует труды Маркса, Токвиля и Монтескьё. В последующих лекциях Арон проводит подробный анализ двух разновидностей индустриального общества, капиталистического и социалистического, и приходит к трем основополагающим выводам.
Во-первых, любое индустриальное общество стремится к прогрессу. До промышленной революции XIX—XX веков, развитие общества проходило медленно, индустриализация же сделала стремление к прогрессу и экономическому росту неотъемлемой частью т. н. нового общества. Экономический прогресс стал измеряться показателями роста добавленной стоимости. По мнению Арона, экономический рост играет основополагающую роль в развитии общества, а, значит, он может привести и к глубоким социальным и политическим изменениям.
Во-вторых, Р. Арон пришел к выводу, что с точки зрения роста качества жизни советскую модель экономики нельзя назвать эффективной. Такое заключение ученый сделал после тщательного изучения механизмов плановой экономики СССР. На момент лекций в Сорбонне (1955), экономический рост СССР был самым большим в мире: в период с 1929 по 1955 гг. объемы промышленного производства в стране увеличились в 10 раз. Однако Арон отмечает и ряд недостатков, присущих такому прогрессу, а именно принудительное переселение населения в города в связи с нехваткой рабочих рук на промышленных предприятиях. В то же время, несмотря на экономический рост, уровень качества жизни в СССР оставался прежним, поскольку основная часть избыточно вырученных средств направлялась на развитие военно-промышленного комплекса. Более того, при такой политике государства существенно страдали такие сферы, как легкая промышленность, сельское хозяйство (что привело к голоду в 1932—1933 гг.), а также торговля. Еще в 1955 году Р. Арон писал, что именно эти три сектора станут определяющими в будущем развитии СССР. Он также отмечал, что, политическая система сложившаяся в СССР, не способствовала развитию здоровых экономических отношений в стране, поскольку экономика являлась отражением политической воли, а не естественных рыночных процессов.
В-третьих, по мнению Арона, только капиталистическая модель может лежать в основе демократического общества. Частная собственность на средства производства, стремление к эгалитаризму, равномерное распределение прибавочной стоимости — все эти факторы являются преимуществами капиталистической системы перед социалистической. Вместе с тем, Арон делал акцент на том, что демократия ведет к снижению экономического роста. Таким образом, если капитализм когда-нибудь и перестанет существовать, то это произойдет из-за его разрушения «изнутри», а не за счет его абсорбции социализмом.

## Роль концепции в теории развития индустриального общества
Концепция Раймона Арона стала своего рода критикой теории конвергенции, в соответствие с которой капиталистический Запад и коммунистический Восток движутся по направлению друг к другу. Точкой их конвергенции должен стать социализм (посредством социализации Запада и либерализации Востока). Он считал, что последователи теории конвергенции являются сторонниками плановой экономики и разделяют идею о превосходстве социалистической модели экономики над капиталистической. Р.Арон был уверен в том, что теория конвергенции является продуктом идеологии, а для объективного анализа двух моделей необходимо провести сравнение не только идеологической, но также экономической и политической сфер жизнедеятельности общества.

## Критика
Раймона Арона часто критикуют за отсутствие четкого определения «индустриального общества», поскольку предложенного им понятие (и. о. — это общество с преобладание крупной промышленности) слишком широкое и расплывчатое.